# تيمو زعل
تيمو زعل (بالهولندية: Timo Zaal)‏ هو لاعب كرة قدم هولندي، ولد في 9 فبراير 2004.